# 国立市立国立第一中学校
国立市立国立第一中学校（くにたちしりつ くにたちだいいちちゅうがっこう）は東京都国立市にある公立中学校。
15学級（第1学年4、第2学年4、第3学年4、心身障害学級3）あり、全校生徒は約400名。国立市立国立第三小学校に隣接している。

## 沿革
- 1947年　北多摩郡谷保中学校として開校。（授業は東京都立国立高等学校、東京都立第五商業高等学校で開始。）
- 1948年　校舎落成、移転（現 国立市立国立第二小学校）。
- 1950年　現在の場所に移転。
- 1951年　町制施行に伴い、校名を国立町立国立中学校と改称。
- 1952年　校歌制定。
- 1957年　国立町立国立中学校分校開校。
- 1958年　分校（現 国立市立国立第二中学校）が独立、校名を国立第一中学校に改称。
- 1969年　体育館、プール落成。
- 1986年　新校舎落成。

創立記念日は5月16日。2003年までは休校日だったが、現在は休校日ではない。

## 所在地・最寄駅
〒186-0002 東京都国立市東4-24-1（これは国立市立国立第三小学校と同じ住所である）。
JR国立駅、谷保駅から徒歩15分、またはJR国立駅から立川バス・京王バス、矢川駅から立川バス、国立高校前下車徒歩5分。

## 部活動
2025年度現在、運動部9、文化部5。A組には、A組クラブという活動があるが他の部活に所属するA組生徒もいる。
ハンドボール部は全国大会への出場経験があり、女子バスケットボール部は、毎回の様に都大会に出場する程の強豪であった。都大会出場経験がある部活もあり2003年にはサッカー部が都大会準優勝という快挙も成し遂げ、演劇部は2017年都大会ラジオ部門にて優勝、全国大会出場決定となった。2025年度には旧茶道部をコースの一部として合併し計4コースを含んだコミュニティ部が新設された。
運動部
- 男子バスケットボール部
- 女子バスケットボール部
- ハンドボール部
- サッカー部
- 野球部
- 女子ソフトテニス部
- 女子バレーボール部
- 剣道部
- 卓球部

文化部
- 合唱部
- 美術部
- 演劇部
- コミュニティ部

## 生徒会活動
国立第一中学校の生徒会活動には下記のものがある。
- 生徒会本部（学校の中枢を担う組織）

- 専門委員会（学級や学年において行う委員会活動の組織の総称）

専門委員会一覧
- 学級委員会

- 生活委員会

- 体育委員会

- 厚生委員会

- 図書委員会

- 美化委員会

- 放送委員会

## 施設
校舎は、本館とA組学級（特別支援教育）棟の2棟からなる。2022年度に別棟が取り壊された。そのほか、体育館、校庭、中庭、25mプール、テニスコートがある。
校庭は比較的広く、ハンドボールなどの都大会にも使用されることがあったほか、野球部やサッカー部の試合会場にもなっている。
中庭には芝生が敷かれ、適度な手入れが行われている。

## 学力向上フロンティアスクール
本校は2003年（平成15年）・2004年（平成16年）度文部科学省学力向上フロンティア事業推進校（学力向上フロンティアスクール）に指定されていた。
学力向上フロンティアスクールとは、生徒の確かな学力の向上を目指し、指導方法等の実践研究を行うものである。
このために実施年度には年に数回研究授業が行われていた。

## 学区
本校の学区域は、国立第三小の全域と、第二・四・五・七・八小の一部となっている。詳しい住所などは外部リンクを参照のこと。

## 制服
市内の中学校では唯一、男女ともブレザーである。（他の市内中学校の男子の制服は全て詰襟である。）
- 生徒会本部の発案により2011年は夏季、2024年は各学期ごと3回に渡り自由服（私服）登校期間が設けられた。（カジュアルウィーク）
- 2023年度からは体育着と制服の選択可という期間が設けられた。

## 通称
国立市民にはたいてい「一中」と呼ばれる。その他の通称は「国立一中」、「国一(くにいち、主にほかの市の一中と区別するときに使う者がいる）」。また、校歌の歌詞や学校便りの名称に使われている「国中（くにちゅう）」は「国立中学校」時代の通称を今もそのまま使っているものである。

## 主な出身者

### 学術・文化
- 白井克彦（早稲田大学第15代総長）
- 山極寿一（京都大学第26代総長）
- 蓼沼宏一（一橋大学第17代学長）
- 多和田葉子（作家）
- 二階堂黎人（作家）

### 芸能
- 伊東四朗（俳優）
- 大塚明夫（声優）
- 宇梶剛士（俳優）
- 森重樹一（ミュージシャン・ZIGGY）
- ひぃたん（ミュージシャン）

### マスメディア
- 木村和也（熊本放送アナウンサー）